# Jean Baptiste Christophore Fusée Aublet
Jean Baptiste Christophore Fusée Aublet (Salon-de-Provence, 4 novembre 1720 – Parigi, 6 maggio 1778) è stato un farmacista, botanico ed esploratore francese.

## Biografia
Nato a Salon-de-Provence, si unì alla Compagnia francese delle Indie orientali e nel 1752 fu inviato alle Mauritius (allora note come l'Île de France) per fondare una farmacia ed un orto botanico. Vi lavorò per nove anni. In questo periodo fu accusato di aver distrutto piante della collezione di Pierre Poivre, geloso del successo di quest'ultimo.
Nel 1762 fu mandato a Caienna in Guyana francese dove creò un ricco erbario che gli permise di scrivere Histoire des plantes de la Guiane françoise, pubblicato nel 1775 con quasi 400 calcografie.
Quando Fusée Aublet morì a Parigi nel 1778, lasciò il proprio erbario a Jean-Jacques Rousseau, anche se quest'ultimo ne rimase proprietario per soli due mesi prima di morire. Fu infine acquisito nel 1953 dal museo nazionale di storia naturale di Francia.